# Moldova, Cetatea Albă
Moldova (în ucraineană Крутоярівка, transliterat: Krutoiarivka) este un sat în comuna Cazaci din raionul Cetatea Albă, regiunea Odesa, Ucraina.

## Demografie
Componența lingvistică a comunei Moldova
     Română (94,16%)
     Rusă (4,35%)
     Ucraineană (1,29%)
     Alte limbi (0,1%)
Conform recensământului din 2001, majoritatea populației comunei Moldova era vorbitoare de română (94,16%), existând în minoritate și vorbitori de rusă (4,35%) și ucraineană (1,29%).

## Personalități

### Născuți în Moldova
- Vasile Pascaru (1937–2004), regizor de film, cineast și scenarist sovietic și moldovean.